# Megascops clarkii
Megascops clarkii е вид птица от семейство Совови (Strigidae).

## Разпространение
Видът е разпространен в Колумбия, Коста Рика и Панама.